# Лейдисмит (Уисконсин)
Ледисмит е малко населено място (със статут на град) и административен център на окръг Раск в американския щат Уисконсин. През 2010 г. Лейдисмит има население от 3414 жители.

## География
Ледисмит се намира в централната северозападна част на Уисконсин от двете страни на река Flambeau, която е част от басейна на река Мисисипи през река Chippewa.
Географските координати на Ladysmith са 45°27′47″ северна ширина и 91°06′14″ западна дължина. Градската зона обхваща площ от 11,89 km², която е разпределена върху 10,90 km² земя и 0,99 km² вода. Градът е заобиколен от град Фламбо на север и град Грант на юг, без да принадлежи на нито един от тях.
Съседните градове на Ледисмит са Тони (10 км източно), Конрат (12,6 км югоизточно), Торнапъл (14,1 км югозападно), Брус (14,2 км западно) и Мъри (27 км северозападно).
Най-близките големи градове са О Клер (101 км югозападно), Рочестър в Минесота (245 км в същата посока), градовете близнаци (Минеаполис и Сейнт Пол) в Минесота (202 км запад-югозапад), Дулут на езерото Супериор в Минесота (213 км северозападно), Уосау (176 км изток-югоизток), Грийн Бей на езерото Мичиган (329 км в същата посока) и столицата на Уисконсин Мадисън (360 км юг-югоизток).

## Трафик
US Highway 8 минава на запад-изток през Ледисмит и пресича река Flambeau през мост в центъра на града. Държавна магистрала 13 на Уисконсин минава на север-юг през западната част на Ladysmith и напуска града в южния край на града през друг мост над река Flambeau. Всички други пътища са второстепенни селски пътища, някои са неасфалтирани пътища и вътрешноградски свързващи пътища.
Две товарни железопътни линии на Канадската национална железопътна линия (CN) се пресичат в Ледисмит.
Летище Rusk County е малко летище на 10,8 km изток-североизток. Най-близкото регионално летище е регионалното летище Chippewa Valley в Eau Claire (60 мили (95,6 km) югоизточно). Най-близкото голямо летище е международното летище Минеаполис-Сейнт Пол (221 км запад-югозапад).

## Население
Според преброяването от 2010 г. в Лейдисмит живеят 3414 души в 1527 домакинства. Гъстотата на населението е 313,2 жители на квадратен километър. Статистически във всяко от 1527 домакинства са живели по 2,14 души.
Етнически населението се състои от 96,3 процента бели, 0,6 процента афроамериканци, 0,8 процента индианци, 0,6 процента азиатци и 0,5 процента от други етнически групи; 1,2% са от две или повече етнически групи. Независимо от етническата принадлежност, 1,6% от населението е с испански или латиноамерикански произход.
22,3% от населението е на възраст под 18 години, 54,7% са между 18 и 64 години, а 23,0% са на 65 или повече години. 54,4 процента от населението са жени.
Средният годишен доход на домакинство е $ 31 184 . Доходът на глава от населението е 19 269 долара. 22,9 процента от жителите са живели под прага на бедността.

## Личности
- Рон Ковик (р. 1946) – американски активист за мир, бивш американски войник от Виетнамската война и писател